# Viva la musica!
Viva la musica! o Viva la musica (¡Que viva la música!) è un romanzo di Andrés Caicedo del 1977.
L'autore iniziò a scrivere il libro durante un viaggio fatto a Los Angeles per mettersi in contatto con il regista Roger Corman allo scopo di vendergli quattro delle sue commedie; l'autore colombiano non fu però ben accolto. Caicedo trascorse il suo tempo negli Stati Uniti guardando film, studiando il blues e lavorando alla stesura del suo libro, che fu poi pubblicato a Cali il 4 marzo 1977. L'autore si suicidò quello stesso pomeriggio.